# Ucrania en los Juegos Paralímpicos
Ucrania en los Juegos Paralímpicos está representada por el Comité Paralímpico Nacional de Ucrania, miembro del Comité Paralímpico Internacional.
Ha participado en ocho ediciones de los Juegos Paralímpicos de Verano, su primera presencia tuvo lugar en Atlanta 1996. El país ha obtenido un total de 554 medallas en las ediciones de verano: 171 de oro, 190 de plata y 193 de bronce.
En los Juegos Paralímpicos de Invierno ha participado en siete ediciones, siendo Nagano 1998 su primera aparición en estos Juegos. El país ha conseguido un total de 141 medallas en las ediciones de invierno: 38 de oro, 51 de plata y 52 de bronce.

## Medallero

### Por edición
| Evento              | Oro | Plata | Bronce | Total |
| ------------------- | --- | ----- | ------ | ----- |
| Atlanta 1996        | 1   | 4     | 2      | 7     |
| Sídney 2000         | 3   | 20    | 14     | 37    |
| Atenas 2004         | 24  | 12    | 19     | 55    |
| Pekín 2008          | 24  | 18    | 32     | 74    |
| Londres 2012        | 32  | 24    | 28     | 84    |
| Río de Janeiro 2016 | 41  | 37    | 39     | 117   |
| Tokio 2020          | 24  | 47    | 27     | 98    |
| París 2024          | 22  | 28    | 32     | 82    |
| TOTAL               | 171 | 190   | 193    | 554   |

| Evento              | Oro | Plata | Bronce | Total |
| ------------------- | --- | ----- | ------ | ----- |
| Nagano 1998         | 3   | 2     | 4      | 9     |
| Salt Lake City 2002 | 0   | 6     | 6      | 12    |
| Turín 2006          | 7   | 9     | 9      | 25    |
| Vancouver 2010      | 5   | 8     | 6      | 19    |
| Sochi 2014          | 5   | 9     | 11     | 25    |
| Pyeongchang 2018    | 7   | 7     | 8      | 22    |
| Pekín 2022          | 11  | 10    | 8      | 29    |
| TOTAL               | 38  | 51    | 52     | 141   |

### Por deporte
| Evento                     | Oro | Plata | Bronce | Total |
| -------------------------- | --- | ----- | ------ | ----- |
| Atletismo                  | 46  | 62    | 59     | 157   |
| Bochas                     | 0   | 0     | 1      | 1     |
| Ciclismo                   | 5   | 3     | 2      | 10    |
| Esgrima en silla de ruedas | 3   | 6     | 8      | 16    |
| Fútbol 7                   | 3   | 2     | 0      | 5     |
| Golbol                     | 0   | 1     | 0      | 1     |
| Judo                       | 7   | 4     | 14     | 25    |
| Levantamiento de potencia  | 5   | 4     | 4      | 13    |
| Natación                   | 91  | 95    | 97     | 283   |
| Piragüismo                 | 3   | 4     | 1      | 8     |
| Remo                       | 3   | 2     | 1      | 6     |
| Tenis de mesa              | 4   | 4     | 10     | 18    |
| Tiro                       | 2   | 3     | 5      | 10    |
| Tiro con arco              | 0   | 1     | 0      | 1     |
| Voleibol                   | 0   | 0     | 1      | 1     |
| TOTAL                      | 171 | 190   | 193    | 554   |

| Evento         | Oro | Plata | Bronce | Total |
| -------------- | --- | ----- | ------ | ----- |
| Biatlón        | 22  | 28    | 27     | 77    |
| Esquí de fondo | 16  | 23    | 25     | 64    |
| TOTAL          | 38  | 51    | 52     | 141   |